# Grand tour (cyclisme)
Pour les articles homonymes, voir Grand tour.
En cyclisme sur route, le terme « grand tour » fait référence à l'une des trois courses les plus prestigieuses du cyclisme professionnel : le Tour de France, le Tour d'Italie (Giro d'Italia) et le Tour d'Espagne (Vuelta a España).
Collectivement, ils sont nommés les grands tours et ils utilisent pour leur version masculine un format similaire, une course disputée sur trois semaines avec des étapes quotidiennes. Ils ont un statut spécial dans les règlements de l'Union cycliste internationale (UCI) : plus de points UCI World Tour sont distribués dans les grands tours que sur les autres courses. Ce sont également les seules courses par étapes qui peuvent durer plus de 14 jours.
Le Tour de France masculin, la plus ancienne (1903) et la plus prestigieuse des trois, est aussi la plus célèbre course cycliste du monde. Le Tour d’Italie masculin, créé en 1909, est la deuxième plus importante. Enfin, le Tour d'Espagne masculin, dernier né des trois courses (1935), arrive troisième dans l'ordre d'importance.

## Description
Dans leur forme actuelle, les grands tours ont lieu sur trois semaines consécutives et comprennent généralement deux jours de « repos » à la fin de la première et de la deuxième semaine. Les étapes sont un mélange de courses en ligne avec départ en peloton (les parcours peuvent être montagneux, vallonnés, avec des montées et descentes, d'autres fois les étapes sont tracées sur un parcours plat favorisant les arrivées au sprint), ainsi que des contre-la-montre individuel et par équipe. Contrairement à la plupart des courses d'un jour, les étapes des grands tours font généralement moins de 200 kilomètres de longueur, à quelques exceptions près.
La controverse entoure souvent les équipes qui sont invitées à l'événement. En règle générale, l'Union cycliste internationale préfère voir participer les équipes professionnelles les plus populaires, alors que les organisateurs des grands tours veulent souvent des équipes basées dans leur pays ou peu susceptibles de provoquer la controverse. De 2005 à 2007, les organisateurs ont dû accepter toutes les équipes avec une licence ProTour, ne laissant le choix d'ajouter que deux équipes supplémentaires. Cependant, en 2007, l'équipe Unibet.com, une équipe ProTour avec un accès normalement garanti, a été interdite de participer aux trois grands tours, car le site de paris sur internet est interdit dans ces pays. En 2008, à la suite de nombreux scandales de dopage, certaines équipes se sont vues refuser l'entrée aux grands tours comme Astana qui n'a pas participé au Tour de France 2008 et Saunier-Duval refusée sur le Tour d'Espagne 2008. Sur cette dernière édition, l'équipe cycliste Columbia avait décliné l'invitation pour privilégier d'autres courses. Depuis 2011, en vertu des règles de l'UCI World Tour, toutes les équipes avec une licence World Tour sont automatiquement inscrites sur les trois épreuves et ont l'obligation d'y participer.
Les différents classements et prix octroyés sur les grands tours comprennent le classement général individuel, le classement par équipes, le Grand Prix de la montagne, le classement par points, et souvent le classement du meilleur jeune. D'autres classements annexes peuvent être ajoutés, comme le combiné ou le super-combatif. Les plus prestigieux sont le classement général individuel (maillot jaune sur le Tour de France, maillot rose - Maglia rosa - sur le Tour d'Italie, et le maillot rouge - Jersey rojo - sur le Tour d'Espagne), le Grand Prix de la montagne, ou meilleur grimpeur (maillot à pois rouges sur le Tour, maillot bleu sur le Giro et maillot à pois bleu sur la Vuelta) et le classement par points (maillot vert sur le Tour et la Vuelta, et maillot cyclamen sur le Giro). Seuls trois coureurs ont remporté les trois maillots lors de la même édition : Eddy Merckx sur le Tour d'Italie 1968 et le Tour de France 1969, Tony Rominger lors du Tour d'Espagne 1993 et Laurent Jalabert lors du Tour d'Espagne 1995.
Il est rare pour les cyclistes de courir les trois grands tours la même année. Par exemple, en 2004, 474 cyclistes ont commencé au moins un grand tour, 68 d'entre eux ont participé à deux grands tours et seulement deux cyclistes ont pris le départ des trois grands tours. Il est courant pour les sprinteurs et leur poisson pilote, qui ne cherchent pas à terminer chaque course, de commencer chacun des Grands Tours et viser les victoires d'étape, puis d'abandonner avant l'arrivée des étapes les plus difficiles. Alessandro Petacchi et Mark Cavendish ont commencé les trois grands tours respectivement en 2010 et 2011, comme l'ont fait certains de leurs équipiers. Les deux sprinteurs ont terminé uniquement le Tour de France.
Au fil des ans, 34 coureurs ont terminé les trois grands tours la même année, Adam Hansen l'a fait six fois, Marino Lejarreta à quatre reprises, Bernardo Ruiz trois fois, Eduardo Chozas et Carlos Sastre deux fois. En 2023, Sepp Kuss a même remporté la Vuelta après avoir terminé le Giro et le Tour quelques semaines auparavant.
Les deux seuls coureurs à avoir terminé dans le top 10 des trois courses la même année sont Raphaël Géminiani en 1955 et Gastone Nencini en 1957. À cette époque, le Tour d'Espagne a lieu en avril-mai et l'arrivée n'est séparée que d'une semaine du départ du Tour d'Italie.
Enfin, Eddy Merckx (Giro 1972, Tour 1972, Vuelta 1973 et Giro 1973), Bernard Hinault (Giro 1982, Tour 1982 et Vuelta 1983) et dernièrement Christopher Froome (Tour 2017, Vuelta 2017 et Giro 2018) sont les trois seuls cyclistes à avoir remporté les trois tours successivement (quatre pour Eddy Merckx).

## Règlement UCI
Au classement de l'UCI World Tour, plus de points sont donnés dans les grands tours que dans les autres courses. Le vainqueur du Tour de France reçoit 200 points, tandis que les gagnants du Giro et de la Vuelta 170 points. Sur les autres épreuves, le maximum de points attribués au vainqueur est de 100. Les grands tours ont un statut spécial pour la longueur, ils sont autorisés à durer entre 15 et 23 jours.

## Dernières éditions
| Tour d'Italie (2025) - Dates : 9 mai - 1er juin 2025 - Distance : 3 443,3 km - Général : Simon Yates | Tour de France (2025) - Dates : 5 juillet - 27 juillet 2025 - Distance : 3 298,6 km - Général : Tadej Pogačar | Tour d'Espagne (2024) - Dates : 17 août - 8 septembre 2024 - Distance : 3 304,3 km - Général : Primož Roglič |

## Vainqueurs des grands tours
La France en 1964, l'Espagne en 2008, le Royaume-Uni en 2018 et la Slovénie en 2024, sont les quatre seuls pays à avoir remporté les trois grands tours la même année. Le Royaume-Uni est le seul pays a l'avoir fait avec trois coureurs différents.
| Année | Tour d'Italie             | Tour de France            | Tour d'Espagne           |
| ----- | ------------------------- | ------------------------- | ------------------------ |
| 1903  | -                         | Maurice Garin             | -                        |
| 1904  | -                         | Henri Cornet              | -                        |
| 1905  | -                         | Louis Trousselier         | -                        |
| 1906  | -                         | René Pottier              | -                        |
| 1907  | -                         | Lucien Petit-Breton (1/2) | -                        |
| 1908  | -                         | Lucien Petit-Breton (2/2) | -                        |
| 1909  | Luigi Ganna               | François Faber            | -                        |
| 1910  | Carlo Galetti (1/2)       | Octave Lapize             | -                        |
| 1911  | Carlo Galetti (2/2)       | Gustave Garrigou          | -                        |
| 1912  | Équipe cycliste Atala     | Odile Defraye             | -                        |
| 1913  | Carlo Oriani              | Philippe Thys (1/2)       | -                        |
| 1914  | Alfonso Calzolari         | Philippe Thys (2/2)       | -                        |
| 1915  | non disputé               | non disputé               | -                        |
| 1916  | non disputé               | non disputé               | -                        |
| 1917  | non disputé               | non disputé               | -                        |
| 1918  | non disputé               | non disputé               | -                        |
| 1919  | Costante Girardengo (1/2) | Firmin Lambot (1/2)       | -                        |
| 1920  | Gaetano Belloni           | Philippe Thys             | -                        |
| 1921  | Giovanni Brunero (1/3)    | Léon Scieur               | -                        |
| 1922  | Giovanni Brunero (2/3)    | Firmin Lambot (2/2)       | -                        |
| 1923  | Costante Girardengo (2/2) | Henri Pélissier           | -                        |
| 1924  | Giuseppe Enrici           | Ottavio Bottecchia (1/2)  | -                        |
| 1925  | Alfredo Binda (1/5)       | Ottavio Bottecchia (2/2)  | -                        |
| 1926  | Giovanni Brunero (3/3)    | Lucien Buysse             | -                        |
| 1927  | Alfredo Binda (2/5)       | Nicolas Frantz (1/2)      | -                        |
| 1928  | Alfredo Binda (3/5)       | Nicolas Frantz (2/2)      | -                        |
| 1929  | Alfredo Binda (4/5)       | Maurice Dewaele           | -                        |
| 1930  | Luigi Marchisio           | André Leducq (1/2)        | -                        |
| 1931  | Francesco Camusso         | Antonin Magne (1/2)       | -                        |
| 1932  | Antonio Pesenti           | André Leducq (2/2)        | -                        |
| 1933  | Alfredo Binda (5/5)       | Georges Speicher          | -                        |
| 1934  | Learco Guerra             | Antonin Magne (2/2)       | -                        |
| 1935  | Vasco Bergamaschi         | Romain Maes               | Gustaaf Deloor (1/2)     |
| 1936  | Gino Bartali (1/5)        | Sylvère Maes (1/2)        | Gustaaf Deloor (2/2)     |
| 1937  | Gino Bartali (2/5)        | Roger Lapébie             | non disputé              |
| 1938  | Giovanni Valetti (1/2)    | Gino Bartali (3/5)        | non disputé              |
| 1939  | Giovanni Valetti (2/2)    | Sylvère Maes (2/2)        | non disputé              |
| 1940  | Fausto Coppi (1/7)        | non disputé               | non disputé              |
| 1941  | non disputé               | non disputé               | Julián Berrendero (1/2)  |
| 1942  | non disputé               | non disputé               | Julián Berrendero (2/2)  |
| 1943  | non disputé               | non disputé               | non disputé              |
| 1944  | non disputé               | non disputé               | non disputé              |
| 1945  | non disputé               | non disputé               | Delio Rodríguez          |
| 1946  | Gino Bartali (4/5)        | non disputé               | Dalmacio Langarica       |
| 1947  | Fausto Coppi (2/7)        | Jean Robic                | Edward Van Dijck         |
| 1948  | Fiorenzo Magni (1/3)      | Gino Bartali (5/5)        | Bernardo Ruiz            |
| 1949  | Fausto Coppi (3/7)        | Fausto Coppi (4/7)        | non disputé              |
| 1950  | Hugo Koblet (1/2)         | Ferdi Kübler              | Emilio Rodríguez         |
| 1951  | Fiorenzo Magni (2/3)      | Hugo Koblet (2/2)         | non disputé              |
| 1952  | Fausto Coppi (5/7)        | Fausto Coppi (6/7)        | non disputé              |
| 1953  | Fausto Coppi (7/7)        | Louison Bobet (1/3)       | non disputé              |
| 1954  | Carlo Clerici             | Louison Bobet (2/3)       | non disputé              |
| 1955  | Fiorenzo Magni (3/3)      | Louison Bobet (3/3)       | Jean Dotto               |
| 1956  | Charly Gaul (1/3)         | Roger Walkowiak           | Angelo Conterno          |
| 1957  | Gastone Nencini (1/2)     | Jacques Anquetil (1/8)    | Jesús Loroño             |
| 1958  | Ercole Baldini            | Charly Gaul (2/3)         | Jean Stablinski          |
| 1959  | Charly Gaul (3/3)         | Federico Bahamontes       | Antonio Suárez           |
| 1960  | Jacques Anquetil (2/8)    | Gastone Nencini (2/2)     | Frans De Mulder          |
| 1961  | Arnaldo Pambianco         | Jacques Anquetil (3/8)    | Angelino Soler           |
| 1962  | Franco Balmamion (1/2)    | Jacques Anquetil (4/8)    | Rudi Altig               |
| 1963  | Franco Balmamion (2/2)    | Jacques Anquetil (5/8)    | Jacques Anquetil (6/8)   |
| 1964  | Jacques Anquetil (7/8)    | Jacques Anquetil (8/8)    | Raymond Poulidor         |
| 1965  | Vittorio Adorni           | Felice Gimondi (1/5)      | Rolf Wolfshohl           |
| 1966  | Gianni Motta              | Lucien Aimar              | Francisco Gabica         |
| 1967  | Felice Gimondi (2/5)      | Roger Pingeon (1/2)       | Jan Janssen (1/2)        |
| 1968  | Eddy Merckx (1/11)        | Jan Janssen (2/2)         | Felice Gimondi (3/5)     |
| 1969  | Felice Gimondi (4/5)      | Eddy Merckx (2/11)        | Roger Pingeon (2/2)      |
| 1970  | Eddy Merckx (3/11)        | Eddy Merckx (4/11)        | Luis Ocaña (1/2)         |
| 1971  | Gösta Pettersson          | Eddy Merckx (5/11)        | Ferdinand Bracke         |
| 1972  | Eddy Merckx (6/11)        | Eddy Merckx (7/11)        | José Manuel Fuente (1/2) |
| 1973  | Eddy Merckx (8/11)        | Luis Ocaña (2/2)          | Eddy Merckx (9/11)       |
| 1974  | Eddy Merckx (10/11)       | Eddy Merckx (11/11)       | José Manuel Fuente (2/2) |
| 1975  | Fausto Bertoglio          | Bernard Thévenet (1/2)    | Agustín Tamames          |
| 1976  | Felice Gimondi (5/5)      | Lucien Van Impe           | José Pesarrodona         |
| 1977  | Michel Pollentier         | Bernard Thévenet (2/2)    | Freddy Maertens          |
| 1978  | Johan De Muynck           | Bernard Hinault (1/10)    | Bernard Hinault (2/10)   |
| 1979  | Giuseppe Saronni (1/2)    | Bernard Hinault (3/10)    | Joop Zoetemelk (1/2)     |
| 1980  | Bernard Hinault (4/10)    | Joop Zoetemelk (2/2)      | Faustino Rupérez         |
| 1981  | Giovanni Battaglin (1/2)  | Bernard Hinault (5/10)    | Giovanni Battaglin (2/2) |
| 1982  | Bernard Hinault (6/10)    | Bernard Hinault (7/10)    | Marino Lejarreta         |
| 1983  | Giuseppe Saronni (2/2)    | Laurent Fignon (1/3)      | Bernard Hinault (8/10)   |
| 1984  | Francesco Moser           | Laurent Fignon (2/3)      | Éric Caritoux            |
| 1985  | Bernard Hinault (9/10)    | Bernard Hinault (10/10)   | Pedro Delgado (1/3)      |
| 1986  | Roberto Visentini         | Greg LeMond (1/3)         | Álvaro Pino              |
| 1987  | Stephen Roche (1/2)       | Stephen Roche (2/2)       | Luis Herrera             |
| 1988  | Andrew Hampsten           | Pedro Delgado (2/3)       | Sean Kelly               |
| 1989  | Laurent Fignon (3/3)      | Greg LeMond (2/3)         | Pedro Delgado (3/3)      |
| 1990  | Gianni Bugno              | Greg LeMond (3/3)         | Marco Giovannetti        |
| 1991  | Franco Chioccioli         | Miguel Indurain (1/7)     | Melchor Mauri            |
| 1992  | Miguel Indurain (2/7)     | Miguel Indurain (3/7)     | Tony Rominger (1/4)      |
| 1993  | Miguel Indurain (4/7)     | Miguel Indurain (5/7)     | Tony Rominger (2/4)      |
| 1994  | Evgueni Berzin            | Miguel Indurain (6/7)     | Tony Rominger (3/4)      |
| 1995  | Tony Rominger (4/4)       | Miguel Indurain (7/7)     | Laurent Jalabert         |
| 1996  | Pavel Tonkov              | Bjarne Riis               | Alex Zülle (1/2)         |
| 1997  | Ivan Gotti (1/2)          | Jan Ullrich (1/2)         | Alex Zülle (2/2)         |
| 1998  | Marco Pantani (1/2)       | Marco Pantani (2/2)       | Abraham Olano            |
| 1999  | Ivan Gotti (2/2)          | non attribué              | Jan Ullrich (2/2)        |
| 2000  | Stefano Garzelli          | non attribué              | Roberto Heras (1/4)      |
| 2001  | Gilberto Simoni (1/2)     | non attribué              | Ángel Casero             |
| 2002  | Paolo Savoldelli (1/2)    | non attribué              | Aitor González           |
| 2003  | Gilberto Simoni (2/2)     | non attribué              | Roberto Heras (2/4)      |
| 2004  | Damiano Cunego            | non attribué              | Roberto Heras (3/4)      |
| 2005  | Paolo Savoldelli (2/2)    | non attribué              | Roberto Heras (4/4)      |
| 2006  | Ivan Basso (1/2)          | Óscar Pereiro             | Alexandre Vinokourov     |
| 2007  | Danilo Di Luca            | Alberto Contador (1/7)    | Denis Menchov (1/2)      |
| 2008  | Alberto Contador (2/7)    | Carlos Sastre             | Alberto Contador (3/7)   |
| 2009  | Denis Menchov (2/2)       | Alberto Contador (4/7)    | Alejandro Valverde       |
| 2010  | Ivan Basso (2/2)          | Andy Schleck              | Vincenzo Nibali (1/4)    |
| 2011  | Michele Scarponi          | Cadel Evans               | Christopher Froome (1/7) |
| 2012  | Ryder Hesjedal            | Bradley Wiggins           | Alberto Contador (5/7)   |
| 2013  | Vincenzo Nibali (2/4)     | Christopher Froome (2/7)  | Christopher Horner       |
| 2014  | Nairo Quintana (1/2)      | Vincenzo Nibali (3/4)     | Alberto Contador (6/7)   |
| 2015  | Alberto Contador (7/7)    | Christopher Froome (3/7)  | Fabio Aru                |
| 2016  | Vincenzo Nibali (4/4)     | Christopher Froome (4/7)  | Nairo Quintana (2/2)     |
| 2017  | Tom Dumoulin              | Christopher Froome (5/7)  | Christopher Froome (6/7) |
| 2018  | Christopher Froome (7/7)  | Geraint Thomas            | Simon Yates (1/2)        |
| 2019  | Richard Carapaz           | Egan Bernal (1/2)         | Primož Roglič (1/5)      |
| 2020  | Tao Geoghegan Hart        | Tadej Pogačar (1/5)       | Primož Roglič (2/5)      |
| 2021  | Egan Bernal (2/2)         | Tadej Pogačar (2/5)       | Primož Roglič (3/5)      |
| 2022  | Jai Hindley               | Jonas Vingegaard (1/2)    | Remco Evenepoel          |
| 2023  | Primož Roglič (4/5)       | Jonas Vingegaard (2/2)    | Sepp Kuss                |
| 2024  | Tadej Pogačar (3/5)       | Tadej Pogačar (4/5)       | Primož Roglič (5/5)      |
| 2025  | Simon Yates (2/2)         | Tadej Pogačar (5/5)       |                          |

## Statistiques
mis à jour après le Tour de France 2025

### Record de victoires de grands tours
| Rang | Cycliste           | Total | Tour de France                   | Tour d'Italie                    | Tour d'Espagne             |
| ---- | ------------------ | ----- | -------------------------------- | -------------------------------- | -------------------------- |
| 1    | Eddy Merckx        | 11    | 5 (1969, 1970, 1971, 1972, 1974) | 5 (1968, 1970, 1972, 1973, 1974) | 1 (1973)                   |
| 2    | Bernard Hinault    | 10    | 5 (1978, 1979, 1981, 1982, 1985) | 3 (1980, 1982, 1985)             | 2 (1978, 1983)             |
| 3    | Jacques Anquetil   | 8     | 5 (1957, 1961, 1962, 1963, 1964) | 2 (1960, 1964)                   | 1 (1963)                   |
| 4    | Miguel Indurain    | 7     | 5 (1991, 1992, 1993, 1994, 1995) | 2 (1992, 1993)                   | 0                          |
| 4    | Christopher Froome | 7     | 4 (2013, 2015, 2016, 2017)       | 1 (2018)                         | 2 (2011, 2017)             |
| 4    | Fausto Coppi       | 7     | 2 (1949, 1952)                   | 5 (1940, 1947, 1949, 1952, 1953) | 0                          |
| 4    | Alberto Contador   | 7     | 2 (2007, 2009)                   | 2 (2008, 2015)                   | 3 (2008, 2012, 2014)       |
| 8    | Gino Bartali       | 5     | 2 (1938, 1948)                   | 3 (1936, 1937, 1946)             | 0                          |
| 8    | Felice Gimondi     | 5     | 1 (1965)                         | 3 (1967, 1969, 1976)             | 1 (1968)                   |
| 8    | Alfredo Binda      | 5     | 0                                | 5 (1923, 1925, 1927, 1928, 1929) | 0                          |
| 8    | Primož Roglič      | 5     | 0                                | 1 (2023)                         | 4 (2019, 2020, 2021, 2024) |
| 8    | Tadej Pogačar      | 5     | 4 (2020, 2021, 2024, 2025)       | 1 (2024)                         | 0                          |
| 13   | Vincenzo Nibali    | 4     | 1 (2014)                         | 2 (2013, 2016)                   | 1 (2010)                   |
| 13   | Tony Rominger      | 4     | 0                                | 1 (1995)                         | 3 (1992, 1993, 1994)       |
| 13   | Roberto Heras      | 4     | 0                                | 0                                | 4 (2000, 2003, 2004, 2005) |

- Les coureurs toujours actifs sont en gras.

### Victoires par pays
| Pays            | Giro | Tour | Vuelta | Total |
| --------------- | ---- | ---- | ------ | ----- |
| Italie          | 69   | 10   | 6      | 85    |
| France          | 6    | 36   | 9      | 51    |
| Espagne         | 4    | 12   | 32     | 48    |
| Belgique        | 7    | 18   | 8      | 33    |
| Grande-Bretagne | 3    | 6    | 3      | 12    |
| Suisse          | 3    | 2    | 5      | 10    |
| Slovénie        | 2    | 4    | 4      | 10    |
| Luxembourg      | 2    | 5    | 0      | 7     |
| États-Unis      | 1    | 3    | 2      | 6     |
| Pays-Bas        | 1    | 2    | 2      | 5     |
| Colombie        | 2    | 1    | 2      | 5     |
| Allemagne       | 0    | 1    | 3      | 4     |
| Russie          | 3    | 0    | 1      | 4     |
| Irlande         | 1    | 1    | 1      | 3     |
| Danemark        | 0    | 3    | 0      | 3     |
| Australie       | 1    | 1    | 0      | 2     |
| Canada          | 1    | 0    | 0      | 1     |
| Équateur        | 1    | 0    | 0      | 1     |
| Kazakhstan      | 0    | 0    | 1      | 1     |
| Suède           | 1    | 0    | 0      | 1     |

### Coureurs vainqueurs des trois grands tours
Sept coureurs cyclistes ont remporté les trois grands tours au cours de leur carrière, avec par ordre chronologique :
- Jacques Anquetil : 5 Tours de France (1957, 1961, 1962, 1963, 1964), 2 Tours d'Italie (1960, 1964), et 1 Tour d'Espagne (1963)
- Felice Gimondi : 1 Tour de France (1965), 3 Tours d'Italie (1967, 1969, 1976), 1 Tour d'Espagne (1968)
- Eddy Merckx : 5 Tours de France (1969, 1970, 1971, 1972, 1974), 5 Tours d'Italie (1968, 1970, 1972, 1973, 1974), 1 Tour d'Espagne (1973)
- Bernard Hinault : 5 Tours de France (1978, 1979, 1981, 1982, 1985), 3 Tours d'Italie (1980, 1982, 1985), 2 Tours d'Espagne (1978, 1983)
- Alberto Contador : 2 Tours de France (2007, 2009), 2 Tours d'Italie (2008, 2015), 3 Tours d'Espagne (2008, 2012, 2014)
- Vincenzo Nibali : 1 Tour d'Espagne (2010), 2 Tours d'Italie (2013, 2016), 1 Tour de France (2014)
- Christopher Froome : 4 Tours de France (2013, 2015, 2016, 2017), 2 Tours d'Espagne (2011, 2017), 1 Tour d'Italie (2018)

| Coureur             | Tour | Giro | Vuelta | Total |
| ------------------- | ---- | ---- | ------ | ----- |
| Jacques Anquetil    | 6    | 6    | 1      | 13    |
| Felice Gimondi      | 2    | 9    | 1      | 12    |
| Bernard Hinault     | 7    | 3    | 2      | 12    |
| Eddy Merckx         | 6    | 5    | 1      | 12    |
| Christopher Froome  | 6    | 1    | 4      | 11    |
| Vincenzo Nibali     | 2    | 6    | 3      | 11    |
| Miguel Indurain     | 5    | 3    | 1      | 9     |
| Alejandro Valverde  | 1    | 1    | 7      | 9     |
| Primož Roglič       | 1    | 2    | 5      | 8     |
| Alberto Contador    | 2    | 2    | 3      | 7     |
| Tadej Pogačar       | 5    | 1    | 1      | 7     |
| Laurent Fignon      | 3    | 2    | 1      | 6     |
| Tony Rominger       | 1    | 1    | 4      | 6     |
| Carlos Sastre       | 2    | 1    | 3      | 6     |
| Nairo Quintana      | 3    | 2    | 1      | 6     |
| Cadel Evans         | 3    | 1    | 1      | 5     |
| Richard Carapaz     | 1    | 3    | 1      | 5     |
| José Manuel Fuente  | 1    | 1    | 2      | 4     |
| Denis Menchov       | 1    | 1    | 2      | 4     |
| Joaquim Rodríguez   | 1    | 1    | 2      | 4     |
| Herman Van Springel | 1    | 1    | 1      | 3     |

| Coureur            | Tour | Giro | Vuelta | Total |
| ------------------ | ---- | ---- | ------ | ----- |
| Jacques Anquetil   | 6    | 6    | 1      | 13    |
| Felice Gimondi     | 2    | 9    | 1      | 12    |
| Bernard Hinault    | 7    | 3    | 2      | 12    |
| Eddy Merckx        | 6    | 5    | 1      | 12    |
| Christopher Froome | 6    | 1    | 4      | 11    |
| Vincenzo Nibali    | 2    | 6    | 3      | 11    |
| Gino Bartali       | 3    | 7    | 0      | 10    |
| Raymond Poulidor   | 8    | 0    | 2      | 10    |
| Fausto Coppi       | 2    | 7    | 0      | 9     |
| Miguel Indurain    | 5    | 3    | 1      | 9     |
| Alejandro Valverde | 1    | 1    | 7      | 9     |
| Pedro Delgado      | 3    | 0    | 5      | 8     |
| Joop Zoetemelk     | 7    | 0    | 1      | 8     |
| Primož Roglič      | 1    | 2    | 5      | 8     |

### Coureurs vainqueurs de deux grands tours la même année
Aucun cycliste n'a réussi à remporter les trois grands tours la même année.
Onze cyclistes ont remporté deux grands tours la même année dont Eddy Merckx quatre fois et Bernard Hinault trois fois.
Huit coureurs ont réussi le doublé Tour de France/Tour d'Italie :
- Fausto Coppi : 1949, 1952
- Jacques Anquetil : 1964
- Eddy Merckx : 1970, 1972, 1974
- Bernard Hinault : 1982, 1985
- Stephen Roche : 1987
- Miguel Indurain : 1992, 1993
- Marco Pantani : 1998
- Tadej Pogačar : 2024

Le doublé Tour de France/Tour d'Espagne a été réalisé par trois cyclistes :
- Jacques Anquetil : 1963
- Bernard Hinault : 1978
- Christopher Froome : 2017

Le doublé Tour d'Italie/Tour d'Espagne a été réalisé par trois cyclistes :
- Eddy Merckx : 1973
- Giovanni Battaglin : 1981
- Alberto Contador : 2008

À noter que jusqu'en 1995, le Tour d'Espagne se courait avant le Tour d'Italie et le Tour de France. En 1973 et 1981, Eddy Merckx et Giovanni Battaglin ont réussi le doublé Vuelta-Giro dans cet ordre alors, qu'en 2008, Alberto Contador a fait le doublé Giro-Vuelta dans cet ordre. De même, Jacques Anquetil et Bernard Hinault ont réalisé le doublé Vuelta-Tour, tandis que Christopher Froome a réussi le doublé Tour-Vuelta.
Sur les dix, les doublés de Pantani, Roche et Battaglin sont les seuls grands tours qu'ils aient remportés.

### Écarts les plus faibles à l'arrivée d'un Grand Tour
Écart en temps au classement général final entre le vainqueur et son dauphin :
- 6 secondes, entre  Eric Caritoux et  Alberto Fernández Blanco lors du Tour d'Espagne 1984
- 8 secondes, entre  Greg LeMond et  Laurent Fignon lors du Tour de France 1989
- 11 secondes, entre  Fiorenzo Magni et  Ezio Cecchi lors du Tour d'Italie 1948
- 11 secondes, entre  José Manuel Fuente et  Joaquim Agostinho lors du Tour d'Espagne 1974
- 12 secondes, entre  Eddy Merckx et  Gianbattista Baronchelli lors du Tour d'Italie 1974
- 13 secondes, entre  Fiorenzo Magni et  Fausto Coppi lors du Tour d'Italie 1955
- 13 secondes, entre  Angelo Conterno et  Jesus Lorono lors du Tour d'Espagne 1956
- 14 secondes, entre  Agustín Tamames et  Domingo Perurena lors du Tour d'Espagne 1975
- 14 secondes, entre  Primož Roglič et  Geraint Thomas lors du Tour d'Italie 2023
- 16 secondes, entre  Ryder Hesjedal et  Joaquin Rodriguez lors du Tour d'Italie 2012
- 17 secondes, entre  Sepp Kuss et  Jonas Vingegaard lors du Tour d'Espagne 2023
- 18 secondes, entre  Marino Lejarreta et  Michel Pollentier lors du Tour d'Espagne 1982
- 19 secondes, entre  Gastone Nencini et  Louison Bobet lors du Tour d'Italie 1957
- 19 secondes, entre  Felice Gimondi et  Johan De Muynck lors du Tour d'Italie 1976
- 23 secondes, entre  Alberto Contador et  Cadel Evans lors du Tour de France 2007
- 24 secondes, entre  Primož Roglič et  Richard Carapaz lors du Tour d'Espagne 2020
- 28 secondes, entre  Jacques Anquetil et  Gastone Nencini lors du Tour d'Italie 1960
- 28 secondes, entre  Roberto Heras et  Isidro Nozal lors du Tour d'Espagne 2003
- 29 secondes, entre  Tony Rominger et  Alex Zülle lors du Tour d'Espagne 1993

### Records de Grands Prix de la montagne
| Rang | Cycliste            | Pays     | Total | Tour de France                               | Tour d'Italie                                | Tour d'Espagne |
| ---- | ------------------- | -------- | ----- | -------------------------------------------- | -------------------------------------------- | -------------- |
| 1    | Federico Bahamontes | Espagne  | 9     | 6 (1954, 1958, 1959, 1962, 1963, 1964)       | 1 (1956)                                     | 2 (1957, 1958) |
| 1    | Gino Bartali        | Italie   | 9     | 2 (1938, 1948)                               | 7 (1935, 1936, 1937, 1939, 1940, 1946, 1947) | 0              |
| 3    | Lucien Van Impe     | Belgique | 8     | 6 (1971, 1972, 1975, 1977, 1981, 1983)       | 2 (1982, 1983)                               | 0              |
| 4    | Richard Virenque    | France   | 7     | 7 (1994, 1995, 1996, 1997, 1999, 2003, 2004) | 0                                            | 0              |

Le triplé Tour/Giro/Vuelta au cours d'une carrière a été réalisé par deux coureurs : Federico Bahamontes et Luis Herrera.

### Records de maillot par points
| Rang | Cycliste         | Pays      | Total | Tour de France                               | Tour d'Italie  | Tour d'Espagne             |
| ---- | ---------------- | --------- | ----- | -------------------------------------------- | -------------- | -------------------------- |
| 1    | Erik Zabel       | Allemagne | 9     | 6 (1996, 1997, 1998, 1999, 2000, 2001)       | 0              | 3 (2002, 2003, 2004)       |
| 2    | Sean Kelly       | Irlande   | 8     | 4 (1982, 1983, 1985, 1989)                   | 0              | 4 (1980, 1985, 1986, 1988) |
| 2    | Peter Sagan      | Slovaquie | 8     | 7 (2012, 2013, 2014, 2015, 2016, 2018, 2019) | 1 (2021)       | 0                          |
| 4    | Laurent Jalabert | France    | 7     | 2 (1992, 1995)                               | 1 (1999)       | 4 (1994, 1995, 1996, 1997) |
| 5    | Eddy Merckx      | Belgique  | 6     | 3 (1969, 1971, 1972)                         | 2 (1968, 1973) | 1 (1973)                   |

Le triplé Tour/Giro/Vuelta au cours d'une carrière a été réalisé par cinq coureurs : Djamolidine Abdoujaparov, Mark Cavendish, Laurent Jalabert, Eddy Merckx et Alessandro Petacchi.

### Record de maillot du meilleur jeune
| Rang | Cycliste           | Pays       | Total | Tour de France             | Tour d'Italie  | Tour d'Espagne |
| ---- | ------------------ | ---------- | ----- | -------------------------- | -------------- | -------------- |
| 1    | Tadej Pogačar      | Slovénie   | 5     | 4 (2020, 2021, 2022, 2023) | 0              | 1 (2019)       |
| 2    | Andy Schleck       | Luxembourg | 4     | 3 (2008, 2009, 2010)       | 1 (2007)       | 0              |
| 3    | Jan Ullrich        | Allemagne  | 3     | 3 (1996, 1997, 1998)       | 0              | 0              |
| 3    | Nairo Quintana     | Colombie   | 3     | 2 (2013, 2015)             | 1 (2014)       | 0              |
| 3    | Miguel Ángel López | Colombie   | 3     | 0                          | 2 (2018, 2019) | 1 (2017)       |

Le doublé Tour/Giro au cours d'une carrière a été réalisé par deux coureurs : Nairo Quintana et Andy Schleck.

### Record de victoires d'étapes sur les trois grands tours
Les cyclistes dont les noms sont en gras sont toujours actifs. Cette liste est mise à jour après la 13e étape du Tour de France 2025.
| Rang | Cycliste             | Total           | Victoire d'étape sur le Tour de France | Victoire d'étape sur le Tour d'Italie | Victoire d'étape sur le Tour d'Espagne | Total |
| ---- | -------------------- | --------------- | -------------------------------------- | ------------------------------------- | -------------------------------------- | ----- |
| 1    | Eddy Merckx          | Belgique        | 34                                     | 24                                    | 6                                      | 64    |
| 2    | Mario Cipollini      | Italie          | 12                                     | 42                                    | 3                                      | 57    |
| 3    | Mark Cavendish       | Grande-Bretagne | 35                                     | 17                                    | 3                                      | 55    |
| 4    | Alessandro Petacchi  | Italie          | 6                                      | 22                                    | 20                                     | 48    |
| 5    | Alfredo Binda        | Italie          | 2                                      | 41                                    | 0                                      | 43    |
| 6    | Bernard Hinault      | France          | 28                                     | 6                                     | 7                                      | 41    |
| 7    | Learco Guerra        | Italie          | 8                                      | 31                                    | 0                                      | 39    |
| 7    | Delio Rodríguez      | Espagne         | 0                                      | 0                                     | 39                                     | 39    |
| 9    | Rik Van Looy         | Belgique        | 7                                      | 12                                    | 18                                     | 37    |
| 10   | Freddy Maertens      | Belgique        | 15                                     | 7                                     | 13                                     | 35    |
| 11   | Fausto Coppi         | Italie          | 9                                      | 22                                    | 0                                      | 31    |
| 12   | Costante Girardengo  | Italie          | 0                                      | 30                                    | 0                                      | 30    |
| 12   | Tadej Pogačar        | Slovénie        | 21                                     | 6                                     | 3                                      | 30    |
| 14   | Gino Bartali         | Italie          | 12                                     | 17                                    | 0                                      | 29    |
| 15   | Marino Basso         | Italie          | 6                                      | 15                                    | 6                                      | 27    |
| 15   | Francesco Moser      | Italie          | 2                                      | 23                                    | 2                                      | 27    |
| 17   | Guido Bontempi       | Italie          | 6                                      | 16                                    | 4                                      | 26    |
| 17   | Raffaele Di Paco     | Italie          | 11                                     | 15                                    | 0                                      | 26    |
| 17   | Miguel Poblet        | Espagne         | 3                                      | 20                                    | 3                                      | 26    |
| 17   | Giuseppe Saronni     | Italie          | 0                                      | 24                                    | 2                                      | 26    |
| 21   | Franco Bitossi       | Italie          | 4                                      | 21                                    | 0                                      | 25    |
| 21   | Laurent Jalabert     | France          | 4                                      | 3                                     | 18                                     | 25    |
| 21   | André Leducq         | France          | 25                                     | 0                                     | 0                                      | 25    |
| 21   | Rik Van Steenbergen  | Belgique        | 4                                      | 15                                    | 6                                      | 25    |
| 25   | Roger De Vlaeminck   | Belgique        | 1                                      | 22                                    | 1                                      | 24    |
| 25   | Robbie McEwen        | Australie       | 12                                     | 12                                    | 0                                      | 24    |
| 27   | André Darrigade      | France          | 22                                     | 1                                     | 0                                      | 23    |
| 27   | Jacques Anquetil     | France          | 16                                     | 6                                     | 1                                      | 23    |
| 28   | André Greipel        | Allemagne       | 11                                     | 7                                     | 4                                      | 22    |
| 28   | Jean-Paul van Poppel | Pays-Bas        | 9                                      | 4                                     | 9                                      | 22    |
| 30   | Charly Gaul          | Luxembourg      | 10                                     | 11                                    | 0                                      | 21    |
| 30   | Sean Kelly           | Irlande         | 5                                      | 0                                     | 16                                     | 21    |

Trois coureurs ont remporté des étapes sur les trois grands tours la même année : Miguel Poblet en 1956, Pierino Baffi en 1958 et Alessandro Petacchi en 2003.

### Record de victoires d'étapes la même année sur un ou plusieurs grands tours
|    | Cycliste            | Nationalité | Année | Victoires d'étape |
| -- | ------------------- | ----------- | ----- | ----------------- |
| 1  | Freddy Maertens     | Belgique    | 1977  | 20                |
| 2  | Alessandro Petacchi | Italie      | 2003  | 15                |
| 3  | Alessandro Petacchi | Italie      | 2004  | 13                |
| 4  | Alfredo Binda       | Italie      | 1927  | 12                |
| 4  | Eddy Merckx         | Belgique    | 1973  | 12                |
| 4  | Tadej Pogačar       | Slovénie    | 2024  | 12                |
| 4  | Delio Rodríguez     | Espagne     | 1941  | 12                |
| 8  | Eddy Merckx         | Belgique    | 1970  | 11                |
| 9  | Learco Guerra       | Italie      | 1934  | 10                |
| 9  | Eddy Merckx         | Belgique    | 1969  | 10                |
| 9  | Eddy Merckx         | Belgique    | 1972  | 10                |
| 9  | Eddy Merckx         | Belgique    | 1974  | 10                |
| 9  | Rik Van Looy        | Belgique    | 1965  | 10                |
| 14 | Mark Cavendish      | Royaume-Uni | 2009  | 9                 |
| 14 | Mario Cipollini     | Italie      | 2002  | 9                 |
| 14 | Alessandro Petacchi | Italie      | 2005  | 9                 |

### Record de nombre d'étapes passées en leader sur les trois grands tours
Les cyclistes dont les noms sont en gras sont toujours actifs.
Les nombres indiqués tiennent compte des demi-étapes.
Après le Tour de France 2025
| Rang | Cycliste           | Pays            | Nombre d'étapes en leader du Tour de France | Nombre d'étapes en leader du Tour d'Italie | Nombre d'étapes en leader du Tour d'Espagne | Total |
| ---- | ------------------ | --------------- | ------------------------------------------- | ------------------------------------------ | ------------------------------------------- | ----- |
| 1    | Eddy Merckx        | Belgique        | 111                                         | 79                                         | 11                                          | 201   |
| 2    | Bernard Hinault    | France          | 79                                          | 31                                         | 16                                          | 126   |
| 3    | Jacques Anquetil   | France          | 52                                          | 42                                         | 16                                          | 110   |
| 4    | Miguel Indurain    | Espagne         | 60                                          | 29                                         | 4                                           | 93    |
| 5    | Christopher Froome | Grande-Bretagne | 59                                          | 3                                          | 20                                          | 82    |
| 6    | Tadej Pogačar      | Slovénie        | 54                                          | 20                                         | 0                                           |       |
| 7    | Gino Bartali       | Italie          | 23                                          | 50                                         | 0                                           | 73    |
| 8    | Francesco Moser    | Italie          | 7                                           | 57                                         | 7                                           | 71    |
| 9    | Alex Zulle         | Suisse          | 4                                           | 12                                         | 48                                          | 64    |
| 10   | Vincenzo Nibali    | Italie          | 19                                          | 21                                         | 20                                          | 60    |
| 10   | Alberto Contador   | Espagne         | 11                                          | 23                                         | 26                                          | 60    |
| 10   | Primož Roglič      | Slovénie        | 11                                          | 7                                          | 42                                          | 60    |
| 13   | Alfredo Binda      | Italie          | 0                                           | 59                                         | 0                                           | 59    |
| 14   | Tony Rominger      | Suisse          | 0                                           | 21                                         | 32                                          | 53    |
| 15   | Fausto Coppi       | Italie          | 19                                          | 32                                         | 0                                           | 51    |
| 16   | Felice Gimondi     | Italie          | 19                                          | 25                                         | 5                                           | 49    |
| 16   | Giuseppe Saronni   | Italie          | 0                                           | 49                                         | 0                                           | 49    |
| 18   | Louison Bobet      | France          | 36                                          | 8                                          | 0                                           | 44    |
| 19   | Sylvère Maes       | Belgique        | 41                                          | 0                                          | 0                                           | 41    |
| 20   | Antonin Magne      | France          | 39                                          | 0                                          | 0                                           | 39    |
| 21   | Laurent Fignon     | France          | 22                                          | 16                                         | 0                                           | 38    |
| 22   | Philippe Thys      | Belgique        | 37                                          | 0                                          | 0                                           | 37    |
| 22   | Nicolas Frantz     | Luxembourg      | 37                                          | 0                                          | 0                                           | 37    |
| 22   | Joop Zoetemelk     | Pays-Bas        | 22                                          | 0                                          | 15                                          | 37    |
| 22   | Freddy Maertens    | Belgique        | 10                                          | 6                                          | 21                                          | 37    |
| 26   | Laurent Jalabert   | France          | 4                                           | 8                                          | 24                                          | 36    |
| 26   | Roberto Heras      | Espagne         | 0                                           | 0                                          | 36                                          | 36    |
| 27   | André Leducq       | France          | 35                                          | 0                                          | 0                                           | 35    |
| 29   | Ottavio Bottecchia | Italie          | 34                                          | 0                                          | 0                                           | 34    |
| 29   | Fabian Cancellara  | Suisse          | 29                                          | 0                                          | 5                                           | 34    |
| 29   | Hugo Koblet        | Suisse          | 11                                          | 23                                         | 0                                           | 34    |
| 29   | José Manuel Fuente | Espagne         | 0                                           | 15                                         | 19                                          | 34    |
| 33   | Rudi Altig         | Allemagne       | 19                                          | 0                                          | 14                                          | 33    |
| 33   | Fiorenzo Magni     | Italie          | 9                                           | 24                                         | 0                                           | 33    |
| 33   | Roberto Visentini  | Italie          | 0                                           | 28                                         | 5                                           | 33    |

### Porteurs des trois maillots de leader sur les trois Grands Tours
25 coureurs ont porté au moins un jour dans leur carrière chacun des trois maillots de leader du classement général des trois Grands Tours.
Parmi eux, 17 ont réussi à remporter au moins un classement général final de grand tour. Ils sont inscrits en gras dans le tableau suivant.
Tableau dans l'ordre chronologique.
| Cycliste            | Pays        | Année du 3e maillot différent |
| ------------------- | ----------- | ----------------------------- |
| Rik Van Steenbergen | Belgique    | 1956                          |
| Raphaël Géminiani   | France      | 1958                          |
| Jacques Anquetil    | France      | 1963                          |
| Rik Van Looy        | Belgique    | 1965                          |
| Felice Gimondi      | Italie      | 1968                          |
| Eddy Merckx         | Belgique    | 1973                          |
| Freddy Maertens     | Belgique    | 1977                          |
| Bernard Hinault     | France      | 1980                          |
| Francesco Moser     | Italie      | 1984                          |
| Thierry Marie       | France      | 1992                          |
| Miguel Indurain     | Espagne     | 1992                          |
| Alex Zulle          | Suisse      | 1998                          |
| Laurent Jalabert    | France      | 1999                          |
| Bradley McGee       | Australie   | 2005                          |
| Alberto Contador    | Espagne     | 2008                          |
| Cadel Evans         | Australie   | 2009                          |
| David Millar        | Royaume-Uni | 2011                          |
| Bradley Wiggins     | Royaume-Uni | 2012                          |
| Vincenzo Nibali     | Italie      | 2014                          |
| Mark Cavendish      | Royaume-Uni | 2016                          |
| Fabio Aru           | Italie      | 2017                          |
| Rohan Dennis        | Australie   | 2018                          |
| Christopher Froome  | Royaume-Uni | 2018                          |
| Primož Roglič       | Slovénie    | 2020                          |
| Richard Carapaz     | Équateur    | 2024                          |

### Les trois grands tours terminés la même année
36 coureurs ont terminé les trois grands tours sur une seule année. Le dernier en date est Sepp Kuss en 2023. Adam Hansen l'a réalisé à six reprises de 2012 à 2017 soit 18 Grands Tours consécutifs (et même 20 en comptant le Tour d'Espagne 2011 et le Tour d'Italie 2018), Marino Lejarreta l'a accompli quatre fois, tandis que Bernardo Ruiz l'a fait trois années différentes, alors que Eduardo Chozas et Carlos Sastre l'ont réalisé deux fois,.
Le coureur avec le plus de participations sur les grands tours est Matteo Tosatto avec 34 courses (12 Tours, 13 Giros et 9 Vueltas). Il est également le cycliste qui a terminé le plus de grands tours, avec 28 courses terminées (12 Tours, 11 Giros et 5 Vueltas). Adam Hansen détient le record de grands tours consécutifs terminés : 20, du Tour d'Espagne 2011 au Tour d'Italie 2018.
Deux coureurs ont réussi à remporter l'un des trois grands tours qu'ils ont terminé la même année : l'Italien Gastone Nencini a gagné le Giro en 1957 et l'Américain Sepp Kuss est le vainqueur de la Vuelta en 2023. Le Français Raphaël Géminiani possède le record de places cumulées en 1955 avec un total de 13 pour les trois grands tours (4 + 6 + 3).
| Coureur            | Année | Classement final Giro | Classement final Tour | Classement final Vuelta |
| ------------------ | ----- | --------------------- | --------------------- | ----------------------- |
| Sepp Kuss          | 2023  | 14                    | 12                    | 1                       |
| Thomas De Gendt    | 2019  | 51                    | 60                    | 56                      |
| Adam Hansen (6)    | 2017  | 93                    | 113                   | 95                      |
| Alejandro Valverde | 2016  | 3                     | 6                     | 12                      |
| Adam Hansen (5)    | 2016  | 68                    | 100                   | 110                     |
| Sylvain Chavanel   | 2015  | 36                    | 54                    | 47                      |
| Adam Hansen (4)    | 2015  | 77                    | 114                   | 55                      |
| Adam Hansen (3)    | 2014  | 73                    | 64                    | 53                      |
| Adam Hansen (2)    | 2013  | 72                    | 72                    | 60                      |
| Adam Hansen        | 2012  | 94                    | 81                    | 123                     |
| Sebastian Lang     | 2011  | 56                    | 113                   | 77                      |
| Carlos Sastre (2)  | 2010  | 8                     | 20                    | 8                       |
| Julian Dean        | 2009  | 136                   | 121                   | 132                     |
| Marzio Bruseghin   | 2008  | 3                     | 27                    | 10                      |
| Erik Zabel         | 2008  | 80                    | 43                    | 49                      |
| Mario Aerts        | 2007  | 20                    | 70                    | 28                      |
| Carlos Sastre      | 2006  | 43                    | 4                     | 4                       |
| Giovanni Lombardi  | 2005  | 88                    | 118                   | 114                     |
| Jon Odriozola      | 2001  | 58                    | 69                    | 83                      |
| Mariano Piccoli    | 1999  | 38                    | 50                    | 58                      |
| Guido Bontempi     | 1992  | 40                    | 75                    | 62                      |
| Neil Stephens      | 1992  | 57                    | 74                    | 66                      |
| Eduardo Chozas (2) | 1991  | 10                    | 11                    | 11                      |
| Marco Giovannetti  | 1991  | 8                     | 30                    | 18                      |

| Coureur                | Année | Classement final Giro | Classement final Tour | Classement final Vuelta |
| ---------------------- | ----- | --------------------- | --------------------- | ----------------------- |
| Marino Lejarreta (4)   | 1991  | 5                     | 53                    | 3                       |
| Inaki Gaston           | 1991  | 23                    | 61                    | 14                      |
| Alberto Leanizbarrutia | 1991  | 64                    | 39                    | 44                      |
| Vladimir Poulnikov     | 1991  | 11                    | 88                    | 66                      |
| Valerio Tebaldi        | 1991  | 47                    | 89                    | 87                      |
| Eduardo Chozas         | 1990  | 11                    | 6                     | 33                      |
| Marino Lejarreta (3)   | 1990  | 7                     | 5                     | 55                      |
| Marino Lejarreta (2)   | 1989  | 10                    | 5                     | 20                      |
| Luis-Javier Lukin      | 1988  | 32                    | 82                    | 60                      |
| Marino Lejarreta       | 1987  | 4                     | 10                    | 34                      |
| Philippe Poissonnier   | 1985  | 86                    | 90                    | 66                      |
| José Luis Uribezubia   | 1971  | 29                    | 50                    | 27                      |
| Jose Manuel Fuente     | 1971  | 39                    | 72                    | 54                      |
| Federico Bahamontes    | 1958  | 17                    | 8                     | 6                       |
| Pierino Baffi          | 1958  | 23                    | 63                    | 37                      |
| Mario Baroni           | 1957  | 74                    | 53                    | 46                      |
| Gastone Nencini        | 1957  | 1                     | 6                     | 9                       |
| Bernardo Ruiz (3)      | 1957  | 55                    | 24                    | 3                       |
| Arrigo Padovan         | 1956  | 12                    | 26                    | 19                      |
| Bernardo Ruiz (2)      | 1956  | 38                    | 70                    | 31                      |
| José Serra             | 1956  | 26                    | 81                    | 9                       |
| Raphaël Géminiani      | 1955  | 4                     | 6                     | 3                       |
| Bernardo Ruiz          | 1955  | 28                    | 22                    | 14                      |
| Louis Caput            | 1955  | 68                    | 54                    | 55                      |

### Contre-la-montre-par équipes
Le contre-la-montre-par équipes est une épreuve à part lors des grands tours. Il s'effectue par équipes, le temps étant pris sur l'un des coureurs (actuellement sur le cinquième). En 1927 et 1928, toutes les étapes de plaine du Tour de France furent disputées en contre-la-montre par équipes (le temps de chaque coureur était cependant pris individuellement). Henri Desgrange renoncera car l'épreuve favorisait trop les équipes les plus fortes, notamment Alcyon et son leader Nicolas Frantz, vainqueur de ces deux éditions.
Bien plus tard, dans les années 1970, l'épreuve deviendra un classique du Tour de France. À la fin des années 1970, on compte même deux contre-la-montre-par équipes lors de plusieurs Tours de France. Au cours des années 1990, le contre-la-montre par équipes est à nouveau accusé de défavoriser les équipes faibles. Il est ainsi parfois abandonné lors de certaines éditions, puis réintroduit pour le spectacle (ex : en 2000, ou bien en 2009). Le règlement a subi diverses modifications pour que les retards soient plafonnés lors de leur report au classement général. En 1993, les retards étaient plafonnés à 5 minutes. Dans les années 2000, le plafond dépend du classement de l'équipe : l'équipe classée deuxième se voit alors imputer un maximum de 30 secondes sur la première, puis 20 secondes pour les suivantes. Les cinq premiers coureurs de chaque équipe reçoivent le temps du cinquième, les suivants leur temps effectif.
Certaines équipes se sont spécialisées dans ces épreuves qui nécessitent un fort collectif et une grande homogénéité. Parmi elles, on retrouve les équipes TI-Raleigh, ONCE ou BMC Racing.
| Année | Tour           | Km      | Vainqueur               | Deuxième                       | Troisième                     |
| ----- | -------------- | ------- | ----------------------- | ------------------------------ | ----------------------------- |
| 1937  | Tour d'Italie  | 60 km   | Legnano                 | Ganna                          | Italiani all'Estero           |
| 1946  | Tour d'Espagne | 67 km   | Pays-Bas                |                                |                               |
| 1953  | Tour d'Italie  | 30 km   | Bianchi                 | Ganna                          | Legnano                       |
| 1954  | Tour d'Italie  | 36 km   | Bianchi                 | Suisse-Guerra                  | Belgique-Girardengo           |
| 1955  | Tour d'Italie  | 18,4 km | Torpado                 | Nivea-Fuchs                    | Suisse-Faema                  |
| 1955  | Tour de France | 12,5 km | Pays-Bas                | France                         | Italie                        |
| 1955  | Tour d'Espagne | 15 km   | Italie A                |                                |                               |
| 1956  | Tour d'Italie  | 12 km   | Leo-Chlorodont          | Legnano                        | 4 ex-aequos                   |
| 1956  | Tour d'Espagne | 21 km   | France                  |                                |                               |
| 1957  | Tour de France | 15 km   | France                  | Belgique                       | Pays-Bas                      |
| 1958  | Tour d'Espagne | 4 km    | France                  |                                |                               |
| 1959  | Tour d'Espagne | 9 km    | Saint Raphael-Geminiani |                                |                               |
| 1959  | Tour d'Espagne | 9 km    | Saint Raphael-Geminiani |                                |                               |
| 1960  | Tour d'Espagne | 8 km    | Faema                   |                                |                               |
| 1961  | Tour d'Espagne | 10,5 km | Faema                   |                                |                               |
| 1962  | Tour de France | 23 km   | Flandria-Faema          | Leroux-Gitane                  | Helyett-Saint-Raphaël         |
| 1962  | Tour d'Espagne | 21 km   | Saint Raphael-Helyet    |                                |                               |
| 1963  | Tour de France | 22 km   | Pelforth-Sauvage        | Faema-Flandria                 | Peugeot                       |
| 1964  | Tour de France | 21 km   | KAS                     | Pelforth-Sauvage-Lejeune       | Wiel's-Groene Leeuw           |
| 1965  | Tour de France | 22,5 km | Ford France-Gitane      | Peugeot                        | Solo-Superia                  |
| 1966  | Tour de France | 20 km   | Televizier              | Romeo-Smiths                   | Pelforth-Sauvage-Lejeune      |
| 1967  | Tour de France | 17 km   | Belgique                | France                         | Pays-Bas                      |
| 1968  | Tour de France | 22 km   | Belgique A              | France A                       | Espagne                       |
| 1969  | Tour de France | 16 km   | Faema                   | Bic                            | Salvarani                     |
| 1970  | Tour de France | 10,7 km | Faemino-Faema           | Willem II-Gazelle              | Molteni                       |
| 1971  | Tour d'Italie  | 62 km   | Salvarani               | Molteni                        | SCIC                          |
| 1971  | Tour de France | 11 km   | Molteni                 | Ferretti                       | Flandria                      |
| 1972  | Tour de France | 16,2 km | Molteni                 | Peugeot                        | Bic                           |
| 1972  | Tour d'Espagne | 6,5 km  | KAS                     |                                |                               |
| 1973  | Tour de France | 12,4 km | Watney-Maes             | Peugeot                        | KAS                           |
| 1973  | Tour d'Espagne | 5 km    | Molteni                 |                                |                               |
| 1974  | Tour de France | 9 km    | Molteni                 | KAS                            | Bic                           |
| 1974  | Tour d'Espagne | 4 km    | KAS                     |                                |                               |
| 1976  | Tour de France | 4 km    | Ti-Raleigh              | Velda-Flandria                 | Peugeot                       |
| 1977  | Tour de France | 4 km    | Fiat France             | Peugeot                        | Ti-Raleigh                    |
| 1978  | Tour de France | 153 km  | Ti-Raleigh              | C&A                            | Miko-Mercier                  |
| 1979  | Tour de France | 87 km   | Ti-Raleigh              | IJsboerke                      | Peugeot                       |
| 1979  | Tour de France | 90 km   | Ti-Raleigh              | Renault-Gitane                 | IJsboerke                     |
| 1980  | Tour de France | 46 km   | TI-Raleigh-Creda        | Renault-Gitane-Campagnolo      | Peugeot-Esso-Michelin         |
| 1980  | Tour de France | 65 km   | TI-Raleigh-Creda        | Peugeot-Esso-Michelin          | IJsboerke-Warncke Eis         |
| 1981  | Tour d'Italie  | 15 km   | Hoonved-Bottecchia      | Famcucine-Campagnolo           | Cilo-Aufina                   |
| 1981  | Tour de France | 40 km   | TI-Raleigh-Creda        | Capri Sonne-Koga Miyata        | Miko-Mercier-Vivagel          |
| 1981  | Tour de France | 77 km   | TI-Raleigh-Creda        | Peugeot-Esso-Michelin          | Capri Sonne-Koga Miyata       |
| 1982  | Tour d'Italie  | 16 km   | Renault                 | Famcucine-Campagnolo           | Hoonved-Bottecchia            |
| 1982  | Tour de France | 69 km   | TI-Raleigh-Creda        | Renault-Elf-Gitane             | Sunair-Colnago-Campagnolo     |
| 1983  | Tour d'Italie  | 70 km   | Bianchi                 | Atala                          | Gis Gelati                    |
| 1983  | Tour de France | 100 km  | Coop-Mercier-Mavic      | Peugeot-Shell-Michelin         | J. Aernoudt-Hoonved-Marc Zeep |
| 1984  | Tour d'Italie  | 55 km   | Renault                 | Carrera                        | Gis Gelati                    |
| 1984  | Tour de France | 51 km   | Renault                 | Panasonic-Raleigh              | Kwantum-Decosol-Yoko          |
| 1985  | Tour d'Italie  | 38 km   | Del Tongo-Colnago       | Gis Gelati                     | Carrera-Inoxpran              |
| 1985  | Tour de France | 73 km   | La Vie Claire           | Kwantum-Decosol-Yoko           | Panasonic-Raleigh             |
| 1986  | Tour d'Italie  | 50 km   | Del Tongo               | Supermercati Brianzoli         | La Vie Claire                 |
| 1986  | Tour de France | 56 km   | Système U               | Carrera-Inoxpran               | Panasonic-Merckx-Agu          |
| 1987  | Tour d'Italie  | 43 km   | Carrera                 | Del Tongo                      | Magniflex-Centroscarpa        |
| 1987  | Tour de France | 40,5 km | Carrera                 | Del Tongo-Colnago              | Panasonic-Isostar             |
| 1988  | Tour d'Italie  | 40 km   | Del Tongo               | Carrera                        | Gewiss-Bianchi                |
| 1988  | Tour de France | 48 km   | Panasonic               | Weinmann-La Suisse             | Hitachi-Bosal                 |
| 1988  | Tour d'Espagne | 34 km   | BH                      | Teka                           | Reynolds                      |
| 1989  | Tour d'Italie  | 32,5 km | Ariostea                | Malvor-Sidi                    | Panasonic                     |
| 1989  | Tour de France | 46 km   | Super U                 | Panasonic-Isostar              | SuperConfex-Yoko-Opel         |
| 1989  | Tour d'Espagne | 34,4 km | Caja Rural              | Reynolds                       | Kelme                         |
| 1990  | Tour de France | 44,5 km | Panasonic               | PDM-Concorde                   | ONCE                          |
| 1990  | Tour d'Espagne | 36,3 km | Lotus                   | CLAS                           | Seur                          |
| 1991  | Tour de France | 36,5 km | Ariostea                | Castorama-Raleigh              | Panasonic-Sportlife           |
| 1991  | Tour d'Espagne | 40,4 km | ONCE                    | CLAS-Cajastur                  | PDM                           |
| 1992  | Tour de France | 63,5 km | Panasonic               | Carrera Jeans-Vagabond         | Gatorade-Chateau d'Ax         |
| 1992  | Tour d'Espagne | 32,6 km | Gatorade-Chateau d'Ax   | CLAS-Cajastur                  | ONCE                          |
| 1993  | Tour de France | 81 km   | GB-MG Maglificio        | ONCE                           | Motorola                      |
| 1994  | Tour de France | 66,5 km | GB-MG Maglificio        | Motorola                       | Banesto                       |
| 1995  | Tour de France | 67 km   | Gewiss-Ballan           | ONCE                           | Banesto                       |
| 2000  | Tour de France | 70 km   | ONCE-Deutsche Bank      | US Postal                      | Team Telekom                  |
| 2001  | Tour de France | 67 km   | Crédit Agricole         | ONCE-Eroski                    | Festina                       |
| 2002  | Tour de France | 67,5 km | ONCE-Eroski             | US Postal                      | CSC-Tiscali                   |
| 2002  | Tour d'Espagne | 24,6 km | ONCE-Eroski             | US Postal                      | Kelme                         |
| 2003  | Tour de France | 69 km   | US Postal               | ONCE-Eroski                    | Team Bianchi                  |
| 2003  | Tour d'Espagne | 28 km   | ONCE-Eroski             | US Postal                      | iBanesto.com                  |
| 2004  | Tour de France | 65 km   | US Postal               | Phonak                         | Illes Balears                 |
| 2004  | Tour d'Espagne | 27,7 km | US Postal               | T-Mobile                       | iBanesto.com                  |
| 2005  | Tour de France | 67,5 km | Discovery Channel       | Team CSC                       | T-Mobile                      |
| 2006  | Tour d'Italie  | 38 km   | Team CSC                | T-Mobile                       | Discovery Channel             |
| 2006  | Tour d'Espagne | 7,2 km  | Team CSC                | Caisse d'Épargne-Illes Balears | Team Milram                   |
| 2007  | Tour d'Italie  | 25,6 km | Liquigas                | Astana                         | Team CSC                      |
| 2008  | Tour d'Italie  | 23,6 km | Slipstream-Chipotle     | Team CSC                       | Team High Road                |
| 2008  | Tour d'Espagne | 7,7 km  | Liquigas                | Euskaltel-Euskadi              | Caisse d'Épargne              |
| 2009  | Tour d'Italie  | 20,5 km | Team Columbia-High Road | Garmin-Slipstream              | Astana                        |
| 2009  | Tour de France | 38 km   | Astana                  | Garmin-Slipstream              | Team Saxo Bank                |
| 2010  | Tour d'Italie  | 33 km   | Liquigas-Doimo          | Team Sky                       | Team HTC-Columbia             |
| 2010  | Tour d'Espagne | 13 km   | Team HTC-Columbia       | Liquigas-Doimo                 | Cervélo TestTeam              |
| 2011  | Tour d'Italie  | 19,3 km | Team HTC-High Road      | Team RadioShack                | Liquigas-Cannondale           |
| 2011  | Tour de France | 23 km   | Team Garmin-Cervélo     | BMC Racing Team                | Sky ProCycling                |
| 2011  | Tour d'Espagne | 13,5 km | Team Leopard-Trek       | Liquigas-Cannondale            | Team HTC-Highroad             |
| 2012  | Tour d'Italie  | 32,2 km | Team Garmin-Barracuda   | Katusha                        | Saxo Bank                     |
| 2012  | Tour d'Espagne | 16,2 km | Team Movistar           | Omega Pharma-Quick Step        | Rabobank                      |
| 2013  | Tour d'Italie  | 17,4 km | Sky ProCycling          | Team Movistar                  | Astana                        |
| 2013  | Tour de France | 25 km   | Orica-GreenEdge         | Omega Pharma-Quick Step        | Team Sky                      |
| 2013  | Tour d'Espagne | 27 km   | Astana                  | RadioShack-Leopard             | Omega Pharma-Quick Step       |
| 2014  | Tour d'Italie  | 21,7 km | Orica-GreenEdge         | Omega Pharma-Quick Step        | BMC Racing Team               |
| 2014  | Tour d'Espagne | 12,6 km | Team Movistar           | Cannondale                     | Orica-GreenEdge               |
| 2015  | Tour d'Italie  | 17,6 km | Orica-GreenEdge         | Tinkoff-Saxo                   | Astana                        |
| 2015  | Tour de France | 28 km   | BMC Racing Team         | Team Sky                       | Team Movistar                 |
| 2015  | Tour d'Espagne | 7,4 km  | BMC Racing Team         | Tinkoff-Saxo                   | Orica-GreenEdge               |
| 2016  | Tour d'Espagne | 29,4 km | Team Sky                | Team Movistar                  | Orica-BikeExchange            |
| 2017  | Tour d'Espagne | 14 km   | BMC Racing Team         | Quick-Step Floors              | Sunweb                        |
| 2018  | Tour de France | 35 km   | BMC Racing Team         | Team Sky                       | Quick-Step Floors             |
| 2019  | Tour de France | 27 km   | Jumbo-Visma             | Team Ineos                     | Deceuninck-Quick Step         |
| 2019  | Tour d'Espagne | 13,4 km | Astana                  | Deceuninck-Quick Step          | Sunweb                        |
| 2022  | Tour d'Espagne | 23,3 km | Jumbo-Visma             | Ineos Grenadiers               | Quick-Step Alpha Vinyl        |
| 2023  | Tour d'Espagne | 14,8 km | Team dsm-firmenich      | Movistar                       | EF Education-EasyPost         |